# Amira Selim
Amira Selim, née au Caire en Égypte, est une chanteuse lyrique soprano colorature.

## Biographie
Née dans une famille artistique égyptienne de la pianiste et professeur de piano Marcelle Matta, et du peintre Ahmed Fouad Selim, elle a étudié le répertoire italien avec la soprano Gabriella Ravazzi de 1993 à 1998. Elle est diplômée du conservatoire du Caire en 1999. Après des études en France, elle a obtenu son doctorat de l'Académie des arts du Caire en 2005.
Amira Selim a commencé sa carrière à l'Opéra du Caire en 1997. Elle a y chanté des premiers rôles dans Il barbiere di Siviglia, L'elisir d'amore et Rigoletto. Elle fait ses débuts en France dans le rôle-titre Lakmé de Delibes à l'Opéra de Rennes ; elle l'a chanté à Saint-Étienne, Bielefeld (Allemagne), Rouen et à l'opéra du Caire. Elle a joué La Reine de la Nuit dans La flûte enchantée de Mozart au centre culturel de Levallois-Perret.

## Formation
- En 1993, elle suit les cours de technique vocale et de répertoire italien avec la soprano Gabriella Ravazzi.
- Novembre 1999 : Diplôme supérieur de chant au conservatoire national de musique du Caire.
- Juin 2001 : Certificat de la Royal School of Music de Londres pour l'examen de piano (grade 7).
- Octobre 2001 : Elle reçoit une bourse du gouvernement français pour poursuivre ses études à l'École normale de musique de Paris dans la classe de la soprano Caroline Dumas.
- Juin 2002 : Diplôme supérieur d'exécution de chant à l'École normale de musique de Paris.
- Juin 2003 : Diplôme d'art lyrique à l'École normale de musique de Paris.
- Avril 2004 : Diplôme supérieur de concertiste de chant à l'École normale de musique de Paris.

## Concours internationaux
- 1996 : Demi-finaliste au concours international pour jeunes chanteurs à Trapani, Italie.
- 2001 : 1er prix au concours international de chant lyrique à Orvieto, Italie.
- 2005 : Demi-finaliste au 24e concours international « Hans Gabor » à Vienne, Autriche.

## Rôles interprétés à l'opéra du Caire
- Mars 1998 : Rosina dans Il Barbiere di Siviglia de Rossini.
- Novembre 1999 : Norina dans Don Pasquale de Donizetti.
- Février 2000 : Adina dans L'elisir d'amore de Donizetti.
- Janvier 2001/Février 2008 : Gilda dans Rigoletto de Verdi.
- Mars 2008 : Concert avec l'orchestre philharmonique de Londres.
- Juin 2010 : Adina dans L'elisir d'amore de Donizetti.

## Rôles interprétés sur d'autres scènes
- Août 1997 : Serafina dans Il Campanello de Donizetti au théâtre Mancinelli d'Orvieto, Italie.
- Août 2001 : Adina dans L'elisir d'amore de Donizetti au théâtre Mancinelli d'Orvieto, Italie.
- Août 2002 : Gilda dans Rigoletto de Verdi au théâtre Mancinelli d'Orvieto, Italie.
- Mai 2004 : le rôle-titre Lakmé de Delibes à l'Opéra de Rennes.
- Juin 2005 : Carmina Burana au Palais des congrès de Paris.
- Août 2005 : Sortie du disque Mozart l'Égyptien ; extraits des opéras de Mozart.
- Janvier 2006 : Concert Spirits of Mozart à Vienne, Autriche
- Avril 2006 : Carmina Burana et récital au festival d'Essaouira, Maroc.
- Janvier 2007 : le rôle-titre Lakmé de Delibes à l'opéra de Saint-Étienne.
- Mars 2007 : Nannetta dans Falstall de Verdi à l'Opéra de Tours.
- Novembre 2007 : La Reine de la nuit dans La flûte enchantée de Mozart à l'opéra de Marseille.
- Janvier 2008 : le rôle-titre Lakmé de Delibes au théâtre de Bielefeld, Allemagne.
- Avril 2008 : La Reine de la nuit dans La flûte enchantée de Mozart dans la salle du Conservatoire de musique Maurice-Ravel de Levallois-Perret.
- Octobre 2009 : Rosina dans Il Barbiere di Siviglia de Rossini au théâtre de Mantoue, Italie.
- Janvier 2010 : Dans une création du compositeur contemporain Suzanne Giraud à la Péniche Opéra à Paris.
- Mars 2010 : Ophélie dans Hamlet d'Ambroise Thomas à l'opéra de Saint-Étienne.

## Discographie
- 2006 - Spirits of Mozart :  Christiane Oelze, Amira Selim, Dee Dee Bridgewater, Andrey Boreyko, Vienna Radio Symphony Orchestra (Euroarts)
- 2005- Mozart l'Egyptien vol 2